# Crassispira bacchia
Crassispira bacchia är en snäckart som beskrevs av Dall 1919. Crassispira bacchia ingår i släktet Crassispira och familjen Turridae. Inga underarter finns listade i Catalogue of Life.